# Chỉ số khối cơ thể
Chỉ số khối cơ thể, cũng gọi là chỉ số thể trọng- thường được biết đến với tên viết tắt BMI theo tên tiếng Anh body mass index, là một cách nhận định cơ thể của một người là gầy hay béo bằng một chỉ số. Chỉ số này do nhà khoa học người Bỉ Adolphe Quetelet đưa ra năm 1832. Chỉ số khối cơ thể của một người tính bằng trọng lượng (kg) chia cho bình phương chiều cao (đo theo mét hoặc cm). Con số này có thể tính theo công thức trên hoặc chiếu theo bảng tiêu chuẩn. Chỉ số này có thể giúp xác định một người bị béo phì hay bị suy dinh dưỡng một cách khoa học căn cứ trên số liệu về hình dáng, chiều cao và cân nặng cơ thể.

## Cách tính BMI
Hệ mũ:
Gọi W là khối lượng của một người (tính bằng kg) và H là chiều cao của người đó (tính bằng m), chỉ số khối cơ thể được tính theo công thức:
Công thức tính BMI khi W được tính bằng pound và H được tính bằng inch là:
{\displaystyle BMI(lb/in^{2})={W \over H^{2}}\times 703}
Ngoài ra còn có một chỉ số khác là BMI nguyên tố, được tính bằng cách lấy BMI (kg/m²) chia cho 25.
Hệ mét(metric):
bmi=(cân nặng (kg)/chiều cao^2(M^2).Ví dụ : một người 1m70 nặng 63 kg thì sẽ lấy 63 kg : 1.70m^2 .Kết quả BMI=21.8
Lưu ý:làm tròn các số có thể làm tròn,

## Phân loại theo WHO

### Phân loại cho người Châu Âu
Theo WHO, người lớn có BMI trong phạm vi từ 18,50 đến 25,00 là người bình thường. Dưới 18,5 là gầy, từ 25 đến 30,00 là người béo và trên 30 là béo phì.
| Phân loại          | BMI (kg/m²) | BMI (kg/m²) | BMI nguyên tố | BMI nguyên tố |
| Phân loại          | Từ          | Đến         | Từ            | Đến           |
| Thiếu cân          |             | 18,5        |               | 0,74          |
| ------------------ | ----------- | ----------- | ------------- | ------------- |
| Thiếu cân rất nặng |             | 15,0        |               | 0,60          |
| Thiếu cân nặng     | 15,0        | 16,0        | 0,60          | 0,64          |
| Thiếu cân          | 16,0        | 18,5        | 0,64          | 0,74          |
| Bình thường        | 18,5        | 25,0        | 0,74          | 1,00          |
| Thừa cân           | 25,0        |             | 1,00          | 1,20          |
| Tiền béo phì       | 25,0        | 30,0        | 1,00          | 1,20          |
| Béo phì            | 30,0        |             | 1,20          |               |
| Béo phì độ I       | 30,0        | 35,0        | 1,20          | 1,40          |
| Béo phì độ II      | 35,0        | 40,0        | 1,40          | 1,60          |
| Béo phì độ III     | 40,0        |             | 1,60          |               |

### Phân loại cho người Châu Á - Thái Bình Dương
Việc đánh giá phân loại tình trạng dinh dưỡng ở người lớn theo chỉ số khối ở người Châu Á - Thái Bình Dương có hơi khác với Châu Âu để phù hợp với nhân chủng học. Sau đây là bảng phân loại
| Phân loại      | BMI (kg/m²)   |
| -------------- | ------------- |
| Thiếu cân      | < 18,5        |
| Bình thường    | 18,50 - 22,99 |
| Thừa cân       | 23,00 - 24,99 |
| Béo phì        | ≥ 25          |
| Béo phì độ I   | 25,00 - 29,99 |
| Béo phì độ II  | 30-34.99      |
| Béo phì độ III | 35<           |

### Người lớn hơn 20 tuổi

#### Phân loại kiểu 1
- BMI < 18: người gầy[cần dẫn nguồn]
- BMI = 18,5 - 25: người bình thường
- BMI = 25 - 30: người béo phì độ I
- BMI = 30 - 40: người béo phì độ II
- BMI > 40: người béo phì độ III

#### Phân loại kiểu 2
Nam:
- >16 BMI:người gầy độ 3
- 16<=BMI<17:người gầy độ 2
- 17>=BMI < 18.5: người gầy độ 1
- 18.5 <= BMI < 25: người bình thường
- 25 <= BMI < 30: người thừa cân
- 30,<=BMI <35: người béo phì độ 1
- 35<=BMI<40:người béo phì độ 2
- 40+BMI;người béo phì độ 3

Nữ:

### Trẻ em 2-20 tuổi
Tình trạng dinh dưỡng ở trẻ em được tính theo cách tương tự như đối với người lớn, nhưng sau đó so sánh với các giá trị tiêu biểu cho trẻ cùng giới, cùng độ tuổi. Thay vì so sánh với ngưỡng cố định cho trẻ, chỉ số BMI được so sánh với tỷ lệ phần trăm đối với trẻ em cùng giới tính và tuổi tác.
1. Thiếu cân: nếu chỉ số BMI nằm trong vùng giá trị nhỏ hơn bách phân vị thứ 5 (percentile < 5th)
2. Sức khỏe dinh dưỡng tốt: nếu chỉ số BMI nằm trong khoảng bách phân vị thứ 5 đến 84
3. Thừa cân: nếu chỉ số BMI nằm trong khoảng bách phân vị 85 đến 94
4. Béo phì: nếu chỉ số BMI nằm trong vùng lớn hơn bách phân vị 95<=

Dựa vào thống kê toán học, người ta có thể tính vị trí percentile của giá trị BMI tương ứng tuổi và giới tính. Thông thường người ta sẽ sử dụng bảng biểu đồ BMI theo khối lượng và chiều cao, sử dụng đường viền hoặc màu nền cho các bách phân vị BMI khác nhau để dễ dàng so sánh.